# CD97
ADGRE5 (Adhesion G protein-coupled receptor E5) или CD97 — белок класса адгезивных рецепторов, сопряжённых с G-белком (GPCR), продукт гена ADGRE5. Белки класса адгезивных GPCR характеризуются крупным внеклеточным регионом, который часто содержат N-конечные белковые функциональные фрагменты, связанные с семиспиральным мембранным регионом TM7 через домен, известный как GAIN (индуцирующий аутопротеолиз GPCR).
CD97 широко экспрессирован на многих клетках, включая гемопоэтические стволовые клетки и клетки-предшественники, иммунные клетки, эпителиальные клетки, мышечные клетки, а также опухолевые клетки упомянутого происхождения. N-Конечный домен CD97 содержит EGF-подобные домены, которые в результате альтернативного сплайсинга образуют три арианта белка. N-Конечный фрагмент CD97 имеет 3-5 EGF-подобных доменов у человека и 3-4 — у мыши.

## Лиганды
Фактор ускорения распада комплемента (DAF/CD55), регуляторный белок каскада комплемента, взаимодействует с первым и вторым EGF-подобными доменами CD97, хондроитинсульфат B — с четвёртым. Интегрины α5β1 и αvβ3 связываются с доменом RGD, расположенным после EGF-подобных доменов, а CD90 (Thy-1) взаимодействует с доменом GAIN. Связывание с CD55 требует N-гликозилирования EGF-подобных доменов CD97.

## Роль в передаче сигнала
Трансгенная экспрессия CD97 у мышей приводит к увеличению нефосфорилированного мембраносвязанного β-катенина и фосфорилированной протеинкиназы B (AKT). Более того, эктопическая экспрессия CD97 облегчает активацию RhoA посредством связывания с Gα12/13, а также индуцирует экспрессию Ki67 и фосфорилирует киназы ERK и Akt за счёт усиления передачи сигнала рецептора лизофосфатидной кислоты LPAR1. Лизофосфатидилэтаноламин и лизофосфатидная кислота используют димер LPAR1–CD97 для переноса сигнала комплекса Gi/o-белок-фосфолипаза C-инозитол-1,4,5-трифосфат и индуцирует уровень внутриклеточного кальция в клетках пака молочной железы.

## Функции
CD97 играет критическую роль медиатора иммунной системы. При активации лимфоидных и миелоидных клеток и нейтрофилов экспрессия CD97 увеличивается, что обеспечивает адгезию и миграцию этих клеток к участкам воспаления. Более этого, показано, что CD97 регулирует гомеостаз гранулоцитов. Обнаружено, что у мышей, у которых отсутствует CD97 или его лиганд CD55, уровень гранулоцитов повышен в два раза в результате усиленного гранулопоэза. Антитела против CD97 снижают различные воспалительные заболевания за счёт понижения гранулоцитов. При этом анти-CD97 антитела вызывают гранулоцитопению только при воспалении посредством механизма, связанного с Fc-рецептором. Наконец, взаимодействие между CD97 и его лигандом CD55 регулирует активацию T-лимфоцитов и усиливает пролиферацию и синтез цитокинов.
Нарушения в экспрессии CD97 описаны при аутоиммунных заболеваниях, таких как ревматоидный артрит и рассеянный склероз. Экспрессия CD97 на макрофагах и наличие высокого уровня CD55 на фибробласто-подобных синовиальных клетках предполагает, что взаимодействие CD97 с CD55 участвует в рекрутировании и задерживании макрофагов в синовиальной оболочке при ревматоидном артрите. Антитела против CD97, как и отсутствие CD97 и CD55, у мышей снижают синовиальное воспаление и повреждение суставов при индуцированном экспериментальном артрите. В мозге CD97 отсутствует в белом веществе, экспрессия белка ограничена исключительно эндотелием сосудов. В ранних предактивных бляшках повышенная экспрессия CD97 на эндотелиальных клетках и стабильная экспрессия на мигрировавших лейкоцитах предполагает роль обоих белков в миграции иммунных клеток через гематоэнцефалический барьер. Кроме этого, свободные N-терминальные фрагменты CD97 обнаружены в сыворотке больных ревматоидным артром и рассеянным склерозом.
Кроме важных функций в иммунной системе CD97, вероятно, участвует в межклеточных взаимодействиях. CD97 в энтероцитах толстого кишечника усиливает E-кадгериновые адгезивные контакты, что обеспечивает латеральное межклеточное соединение и регулирует локализацию и деградацию β-катенина, опосредованные киназой гликогенсинтазы 3β и протеинкиназой B. Эктопическая экспрессия CD97 повышает уровень N-кадгерина и β-катенина в клетках фибросаркомы, что усиливает межклеточную агрегацию. CD97 присутствует на саркоплазматическом ретикулуме и периферической сарколемме мышечных клеток скелетных мышц. Однако, хотя отсутствие CD97 влияет на структуру сарколеммы, оно не изменяет функционирование мышцы. Наконец, CD97 способен активировать ангиогенез эндотелия, опосредованный через интегрины α5β1 и αvβ3, которые обеспечивают прикрепление клеток.

## Клиническое значение
Экспрессия CD97 на опухолевых клетках впервые была обнаружена на клетках дедифференциированной фибросаркомы и в метастазах этих клеток в лимфатических узлах. В настоящее время известно, что CD97 присутствует на многих типах опухолей, включая тироидные, желудочные, поджелудочные, пищеводные, колоректальные и оральные сквамозные саркомы, а также глиобластомы. Кроме этого, повышенная экспрессия CD97 характерна для клеток инвазивной зоны опухолей, что предполагает возможную роль белка в миграции и метастазировании опухолевых клеток и коррелирует с неблагоприятным прогнозом. В некоторых опухолях роль CD97 зависит от изоформы белка. Так, короткая изоформа EGF(1,2,5) усиливает миграцию и метастазирование клеток карциномы желудка; короткая изоформа EGF(1,2,5) индуцирует, а полная изоформа EGF(1-5), наоборот, подавляет проникновение клеток карциномы желудка в ткани.
Повышенная экспрессия CD97 индуцирует клеточную миграцию, активирует матриксные металлопротеиназы (MMP) и повышает секрецию интерлийкина 8. Супрессор опухоли микроРНК-126, который часто понижен в опухолевых клетках, влияет на CD97, что может модулировать прогрессирование опухоли. CD97 может образовывать гетеродимер с рецептором LPAR1, играющий роль в росте опухоли, который синэргически модулирует функции и перенос сигнала Rho ГТФазы, опосредованного лизофосфатидной кислотой. CD97 регулирует локализацию и деградацию β-катенина. Киназа гликогенсинтазы 3β, заингибированная в некоторых опухолевых клетках, регулирует стабильность β-катенина в цитоплазме и его последующий перенос в ядро, который облегчает экспрессию протоонкогенов. Благодаря своей роли в инвазии опухолей и ангиогенезе CD97 является потенциальной терапевтической мишенью. Обнаружено, что несколько агентов способны снизить экспрессию CD97, такие как TGF-β, бутират натрия, ретиноевая кислота и троглитазон.